# پال هانتینگتن
پال هانتینگتن (انگلیسی: Paul Huntington؛ زادهٔ ۱۷ سپتامبر ۱۹۸۷) یک بازیکن فوتبال اهل بریتانیا است.